# Марраны

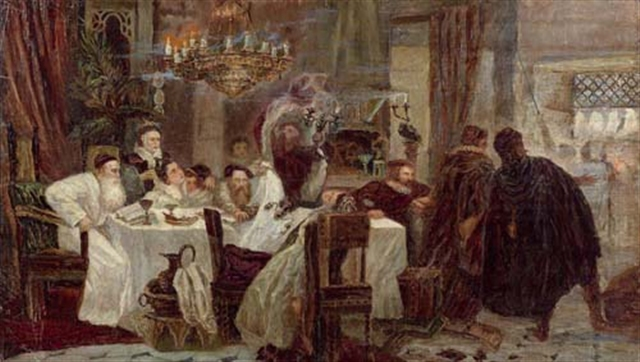
«Марраны. Тайный седер в Испании во времена инквизиции». Картина Моисея Маймона

Марра́ны (мара́ны, исп. marrar — «заблуждаться», араб. محرّم‎, мухаррам — «запрещённое») — термин, которым христианское население Испании и Португалии называло евреев, принявших христианство, и их потомков, независимо от степени добровольности обращения (конец XIV—XV веков).
Указ испанской правящей королевской четы Фердинанда II Арагонского и Изабеллы Кастильской, принятый в 1492 году, предписывал всем евреям Испании в трёхмесячный срок либо креститься, либо покинуть пределы страны. 
Большинство евреев бежало либо в Португалию (где через 5 лет история повторилась), оттуда — на север Европы, либо в Италию, Османскую империю, страны Северной Африки. Однако часть евреев в Испании, а затем в Португалии, приняла христианство. Похожая участь в 1502 году постигла и мусульман (мавров), а через сто с небольшим лет — и морисков — потомков мавров, номинально принявших христианство.
Часто марраны и их потомки втайне продолжали сохранять верность иудаизму (полностью или частично). Еврейская традиция рассматривает марранов как наиболее значительную группу анусим (אֲנוּסִים‎ — букв. «принуждённые») — евреев, насильственно обращённых в иную религию. Марраны, тайно продолжавшие исповедовать иудаизм, являлись главным объектом преследований испанской инквизиции, как и мориски.
На протяжении следующих нескольких столетий, во время колонизации Испанией и Португалией Южной Америки и островов Карибского моря, многие марраны поселились там. Часть из них присоединилась к сефардским евреям, нашедшим убежище в голландских колониях. Однако основная масса марранов растворилась в испаноязычном населении.
Согласно генетическим исследованиям Лидского университета, проведённым в 2008 году, 20% современного населения Испании имеют еврейские корни по мужской линии и 11% имеют арабские и берберские корни.

## Происхождение названия
Названия происходит от восклицания «маран-афа» во время еврейской молитвы, что означает «Господь, приди», но на испанском языке — это презрительное прозвище. По-испански marrano означает «свинья». Евреи, принявшие христианство, на самом деле не отказывались от своей веры и читали свои молитвы. Поэтому созвучие слов «маран» и «маррано» закрепило презрительное прозвище для иноверцев. Существуют, однако, и другие версии этимологии термина — מראית עין‎ (марит аин — «внешняя видимость»); מר אנוס (мар анус — «принуждённый»); מומר‎ (мумар — «выкрест») с испанским окончанием -ano; араб. murain‎ («ханжа»).

## Положение
Марраны часто подвергались погромам наравне с иудеями. Преследование марранов было одной из основных задач испанской инквизиции (1478—1835). Первоначально многие марраны достигали высокого положения в обществе. Но с 1449 года сначала кортесы, цехи, монашеские ордены и университеты, а позднее также королевская и папская власть ограничивали права марранов. Последний подобный закон был отменён в 1870 году. Тем не менее ещё в 1941 году святой Хосемария Эскрива де Балагер, происходивший из марранов, был арестован франкистами. Несмотря на то что в годы гражданской войны он призывал католиков воевать на стороне Франко, его подвергли допросам с целью выяснить, не влияет ли его происхождение на его деятельность и не является ли созданная им организация «Опус Деи» «еврейской ветвью масонства».
Традиционная еврейская историография полагала, что марраны эмигрировали исключительно по религиозным причинам. Однако ряд современных историков (например, Бенцион Нетаньяху и А. Ж. Сарайва) считали, что инквизиция пыталась не просто заставить марранов отказаться от тайного иудаизма, но и овладеть их имуществом. Для этого обвинения возводились на вполне искренних христиан, и они также эмигрировали, спасаясь от инквизиции.

## Известные представители
- Хосемария Эскрива де Балагер

## Марраны сегодня
Сегодня с марранами себя идентифицируют некоторые жители города Порту, острова Мальорка и северо-восточных областей Бразилии.

## В художественной литературе
- Ян Потоцкий. «Рукопись, найденная в Сарагосе» (1797—1815).
- Вилье де Лилль-Адан. «Пытка надеждой» (1888).
- Рафаэль Сабатини. «Торквемада и испанская инквизиция» (1913), также рассказ «Прекрасная дама» из сборника «Ночи Истории» (1917).
- Г. Р. Хаггард. «Прекрасная Маргарет» (1907).

## В кинематографе
- Страшный суд, фильм 2006 года с Кристофером Ламбертом в главной роли.